# ウィザードリィII ダイヤモンドの騎士
『ウィザードリィII ダイヤモンドの騎士』（ウィザードリィツー ダイヤモンドのきし、英語：Wizardry II: The Knight of Diamonds）は、3DダンジョンRPG『ウィザードリィ』シリーズの第2作。

## 概要
リルガミンの街に再び神の加護を得るため、伝説のダイヤモンドの騎士の装備を集めて、ニルダの杖を迷宮から持ち帰るのが目的。ダンジョンは全6層。シナリオ#1『ウィザードリィ 狂王の試練場』をクリアしたユーザーが、そこで育てたキャラクターを転送してプレイすることを前提としているため、続編というより追加シナリオである。従って、敵となる魔物のレベルは#1の終盤級から始まり、謎や迷宮の難度も高めで、新たに作成したキャラクターのみのパーティでは事実上プレイできない。また、転送を行うとキャラクターはシナリオ#1のディスクから抹消され、さらに所持品と500G.P.を超える所持金を全て没収されてしまうため、思い入れのあるキャラを転送するのがためらわれるという仕様上の問題もあった。
この作品は、強力なパーティーを転送してプレイすると簡単に終わってしまうということもあり、ゲームバランスはあまりよい物ではなかった。

### 日本における展開
日本版PCソフトは、1986年（昭和61年）12月にアスキーより発売され、約5万本を売り上げた。
その後、ファミリーコンピュータ (FC) への移植が企画されたものの、パーティ転送にバックアップ周辺機器「ターボファイル」を必要とするため、そのままの移植では市場性がないと判断された。そのため、このシナリオ移植を跳ばし、初めてでもプレイできるシナリオ#3『リルガミンの遺産』が『ウィザードリィII』として発売された。
本作『ダイヤモンドの騎士』は、初めてのユーザーが新規作成キャラクターを用いてプレイできるよう、大幅なバランス変更や迷宮の再構成を行い、さらに#4・#5からの追加モンスターや#5からの新魔法を加えた上で『ウィザードリィIII』として発売された。売り上げは約30万本を記録している。
上記の経緯から、FC版とその流れを汲むスーパーファミコン版やゲームボーイカラー版、およびそれぞれの関連書籍や音楽ソフトでは、「2」と「3」のナンバリングが原作と入れ替わっているため、注意が必要である。

## ストーリー
リルガミン市は、神話の昔に精霊神ニルダより授けられし〈ニルダの杖〉の加護の下、長らく繁栄を続けてきた。この都に害意を抱く者は誰であれ、聖なる杖の力によって阻まれ、近づくことすらできなかった。しかし、杖にはたったひとつの弱点があった……リルガミン内部に生まれた邪悪に対しては、何の効力も及ぼさなかったのである。
都で生まれ育った魔人ダバルプスが召喚した魔物の群れによって、王宮は一夜にして陥落し、王位は簒奪された。だが、王女マルグダと王子アラビクの姉弟は、辛くも難を逃れて落ち延びていた。数年の雌伏の後、リルガミンに帰還した姉弟は、故郷を奪還するため魔人に戦いを挑んだ。
王宮で繰り広げられた死闘の末、伝説の武具をまとい〈ダイヤモンドの騎士〉となったアラビクの剣が、ついにダバルプスの首を斬り落とした。しかし、魔人がいまわの際に発した呪いの言葉によって王宮は崩壊し、アラビクも〈ニルダの杖〉も、地の底に飲み込まれてしまった。
ニルダ神の加護をリルガミンに取り戻すためには、誰かがダバルプスの遺した呪いの穴に踏み入り、伝説の武具を集め直す難行を成し遂げて、勇気を示さねばならなかった。

## プラットフォーム一覧
- 1982年 Apple II、C64
- 1985年 IBM PC
- 1986年 IBM JX
- 1989年 MSX2
- 1990年 FC（『ウィザードリィIII』）発売：アスキー 開発：ゲームスタジオ
- 1993年 PCE（『1&2』収録）発売：ナグザット 開発：アクセス
- 1998年 PS/SS/Windows（以上3点『リルガミンサーガ』収録）
- 1999年 SFC（NP・『ストーリーオブリルガミン』収録）
- 2001年 GBC（『ウィザードリィIII』）
  - ゲームボーイカラー版の追加ダンジョンは、称号を受けたパーティが再び伝説の装備を手に、災いの根源を断ちに「地獄」へと向かう、というものになっており、最初のフロアは1人で探索する必要がある。
- 2004年 NTTドコモ iアプリ/FOMA900i以降（『Wizardry ORIGINAL #2』）[5]

## 関連書籍
攻略本
- 『ウィザードリィ2 パーフェクトマニュアル』編: ゲームアーツ、アスキー、1987年、ISBN 4893662201。
- 『ウィザードリィIIIのすべて : ファミコン版』ベニー松山、JICC出版局、1990年8月、ISBN 4880639621。
- 『ウィザードリィIII 必勝攻略法』双葉社、1990年、ISBN 4575151629
- 『ウィザードリィIII 攻略の手引き』アスペクト、1990年、ISBN 4893660691
- 『ウィザードリィ リルガミンサーガ公式ガイドブック』主婦の友社、1998年、ISBN 4073903721
- 『ウィザードリィ リルガミンサーガ完全攻略ガイド』NTT出版、1998年、ISBN 4871889459
- 『ウィザードリィ公式ガイドブック迷宮聖典 ゲームボーイカラー版』エンターブレイン、2001年 ISBN 4757703899
- 『ウィザードリィコレクション』著: 鈴木常信、編: アークライト、発行: ローカス、発売: 角川書店、1999年8月1日、ISBN 9784898140079。
  - シナリオ#1-5の攻略記事に加えて、原作者や日本語PC版移植スタッフ、末弥純のインタビューと、さまざまなこぼれ話が掲載されている。また、Apple II版#1 - 5のイメージファイルを収録したCD-ROMが付属しており、別途Apple IIのエミュレータを用意することでプレイできる。後に日本語PC版のイメージファイルを収録した同名のWindows用ソフトも発売されている。

小説
- 安藤君平『小説ウィザードリィ（2） アラビクとマルグダの物語』双葉社〈ファンタジーノベルシリーズ〉、1992年3月25日。ISBN 978-4575231069。
- 後藤信二『小説ウィザードリィ（3） ダイヤモンドの騎士』双葉社〈ファンタジーノベルシリーズ〉、1992年4月20日。ISBN 978-4575231076。

ゲームブック
- 橋爪啓、スタジオ・ハード『ウィザードリィIII ダイヤモンドの騎士』双葉社〈ファミコン冒険ゲームブック〉、1990年4月。ISBN 4-575-76147-8